# 크림슨 리버 2 - 요한 계시록의 천사들
크림슨 리버 2 - 요한 계시록의 천사들(Les Rivieres Pourpres 2 - Les Anges De L'Apocalypse, Crimson Rivers 2: Angels Of The Apocalypse)은 영국에서 제작된 올리비에 다한 감독의 2004년 스릴러, 액션, 범죄 영화이다. 장 르노 등이 주연으로 출연하였고 알랭 골드만 등이 제작에 참여하였다.

## 출연

### 주연
- 장 르노
- 브느와 마지멜
- 크리스토퍼 리
- 카밀 나타
- 조니 할리데이

### 조연
- 가브리엘 라주어
- 오귀스탱 르그랑
- 세르게 리아보우키네
- 앤드레 펜번
- 프란시스 레노드
- 마이클 아비테보울
- 에리크 에부아니
- 조 프레스티아
- 시릴 라파엘리
- 니키타
- 윌프레드 베나이치
- 루도빅 스코엔도어퍼
- 이디트 케불라
- 니콜라스 사이먼
- 장-프랑수아 갈로테

## 제작진
- 원조: 장 크리스토프 그랑제
- 공동제작: 뤽 베송
- 미술: 올리비에 라옥스
- 의상: 샤토운